# Sărbătorile privirii
Sărbătorile privirii este un film românesc din 1984 regizat de Mirel Ilieșiu.